# Шагирова, Набира
Набира Шагирова (май 1922, Макат, Гурьевский уезд, Уральская губерния, Киргизская АССР, РСФСР — 8 марта 1969, Байчунас) — оператор нефтепромысла «Байчунас» Макатского района Гурьевской области, Герой Социалистического Труда (07.03.1960).

## Биография
С 1940 года работала на нефтепромысле «Байчунас» (Гурьевская область Казахской ССР). Во время войны освоила профессию оператора по добыче нефти и заменила опытных специалистов, мобилизованных в армию. Выступила инициатором создания комсомольско-молодежной фронтовой бригады, которая ежемесячно выполняла план на 200—300 %. За стахановскую работу награждена медалью «За трудовую доблесть».
В 1950-х годах успешно освоила все технические нововведения, применяемые при добыче нефти. Окончила курсы мастеров, после чего совмещала должности оператора и помощника мастера.
Указом Президиума Верховного Совета СССР от 07.03.1960 за достижение высоких производственных показателей присвоено звание Героя Социалистического Труда с вручением ордена Ленина и золотой медали «Серп и Молот».
Избиралась кандидатом в члены и членом ЦК Компартии Казахстана.

## Память
Её именем названа улица в посёлке Макат.